# Обсада на Солун (617)
Вижте пояснителната страница за други значения на Обсада на Солун.
Обсадата на Солун в 617 или 618 година е опит на аварите в съюз със славянските племена в Македония да превземат Солун, главния византийски град в областта. Атаката е последният и най-добре организиран опит на аварите да превземат града. Продължава 33 дни и включва използването на обсадни машини, но в крайна сметка се проваля. Основният източник за тези събития са „Чудесата на Свети Димитър“.

## Предистория
През последната третина на VI век византийските балкански провинции са застрашени от широкомащабни набези на аварите, базирани в Панонската низина, и техните славянски съюзници, базирани на север от Дунав, който е северозападната граница на Византийската империя. Византийците, съсредоточени върху източната си граница, където се изправят срещу Сасанидската империя в продължителна война, не са в състояние да поддържат ефективна отбрана на региона. След падането на Сирмиум в 582 година и на Сингидунум на следната година, Балканите остават отворени за аварски набези. Освен на аварите, пробивът в Дунавския лимес позволява и на славянските племена да нахлуват все по-на юг чак до Гърция и да започнат постепенен процес на заселване в тези области, чийто обхват, хронология и други подробности са обект на големи дебати в науката. По време на тези набези, вероятно в 586 година (въпреки че 597 година е възможна алтернативна дата), Солун, най-важният град на Балканите с изключение на самата столица Константинопол, е обсаден от аварите и техните славянски помощници в продължение на седем дни, както е описано в „Чудесата на Свети Димитър“, колекция от чудеса, приписвани на светеца покровител на града в две книги, едната написана около 610, а другата около 680 година.
След сключването на мир с персите на Изток в 591 година, византийският император Маврикий и неговите военачалници успяват да отблъснат славяните и аварите в поредица от военни кампании. Въпреки това, победите на Маврикий в крайна сметка не успяват да възстановят стабилността на Дунавския лимес поради бунта на дунавската армия в 602 година, който води до свалянето и убийството на Маврикий и идването на власт на узурпатора Фока. Подновяването на войната с Персия води до бързо и пълно разпадане на дунавската граница през първите десетилетия на VII век, тъй като имперските сили са изтеглени на изток. Фока и неговият приемник Ираклий откупуват мира с аварите чрез годишни данъци, но славяните отново имат свобода за набези на Балканите и в 604 година сила от 5000 души внезапно атакува Солун през нощта, но не успява да прехвърли градските стени.

## Обсада
Аварите и славяните подновяват настъплението си в 610 година; по това време изглежда редица градове са паднали и/или изоставени и много бежанци се стичат на юг. В 615 година коалиция от славянски племена, ръководена от вожда Хацон, очевидно независима от аварите, атакува Солун, но се проваля. След този неуспех славяните се обръщат към аварите и изпращат емисари при хагана, като го примамват с обещания за големи богатства, които се крият в града, и факта, че Солун е най-доброто убежище за византийците „от дунавските области, Панония, Дакия, Дардания и другите провинции и градове,“ бягащи от аварските и славянските набези.
Атаката на аварите започва в 617 година (или възможно в 618 година), тъй като се нуждаят от време, за да мобилизират различните си подчинени племена. Според разказа на „Чудесата на Свети Димитър“ атаката е неочаквана: аварите първо изпращат разузнавачи, които залавят всеки, открит извън градските стени. Хаганът с основната част от силите си, включително тежки обсадни машини, катапулти, тарани и обсадни кули, пристига няколко дена по-късно. Император Ираклий, изненадан от атаката на аварите и силно ангажиран срещу персите, не успява да изпрати никаква помощ; ако не се броят няколко снабдителни кораба, които пристигат навреме, градът е принуден да разчита на собствените си сили. Въпреки че техническото обезпечаване на обсаждащите е безпрецедентно, те очевидно не успяват да го използват напълно поради липса на опит: една обсадна кула се срутва и убива екипажа си, докато тараните се оказват неефективни срещу градските стени. Обсадата обаче е много по-добре организирана от предишните опити и продължава 33 дни. В крайна сметка хаганът постига споразумение със солунчани: той си тръгва в замяна на злато, но не и преди да изгори църквите в околността. Славяните пък продават своите пленници на солунчаните. За едно поколение, до голямата славянска обсада от около 676 – 678, Солун ще остане в мир със славянските си съседи.